# ایمان فیالا
ایمان فیالا (چکی: Eman Fiala؛ ۱۵ آوریل ۱۸۹۹ – ۲۴ ژوئن ۱۹۷۰) یک هنرپیشه و آهنگ‌ساز اهل جمهوری چک بود.
از فیلم‌ها یا برنامه‌های تلویزیونی که وی در آن نقش داشته‌است می‌توان به بازرس، فانوس، حلقه ازدواج و گردان اشاره کرد.